# كيم تيليكينين
كيم تيليكينين (بالفنلندية: Kim Tiilikainen) مواليد 8 يوليو 1975 في هلسنكي، هو لاعب كرة مضرب فنلندي سابق بدأ مسيرته كمحترف سنة 1994 وكان يلعب باليد اليمنى. أعلى تصنيف له في الفردي كان المركز الـ 207 في سنة 1999.

## روابط خارجية
- كيم تيليكينين على موقع رابطة محترفي التنس (الإنجليزية)
- كيم تيليكينين على موقع الاتحاد الدولي لكرة المضرب (الإنجليزية)
- كيم تيليكينين على موقع خلاصة التنس.كوم (الإنجليزية)